# Berezna (rejon białocerkiewski)
Berezna (ukr. Березна) – wieś na Ukrainie w rejonie białocerkiewskim należącym do obwodu kijowskiego, nad Rosią.
Prywatne miasto szlacheckie położone było w powiecie kijowskim województwa kijowskiego, własność kniahini Eugenii Katarzyny Wiśniowieckiej w latach 30. i 40. XVII wieku.
Od Mniszchów lub ich spadkobierców w XVIII wieku Bereznę kupił Baltazar Podhorski herbu Brodzic, żonaty z Marianną Lityńską herbu Grzymała.
Siedziba dawnej gminy Berezna w powiecie skwirskim na Ukrainie.

## Pałac
- Około 1805 roku Jan Nepomucen Podhorski (1763-1828)[2][3]  wybudował w Bereznie pałac klasycystyczny, kryty dachem czterospadowym o jedenastu osiach z portykiem składającym się z sześciu kolumn podtrzymujących  trójkątny fronton[4]. W pobliżu powstałą oficyna, stajnia i brama. Wraz z pałacem wybudowano w Antonowie kaplicę z grobami rodu Podhorskich. Około 1880 roku pałac został przebudowany i dodano do niego nowe skrzydło w stylu neobarokowym i wieżę. W pałacu mieściły się bogate zbiory orientalne[5].

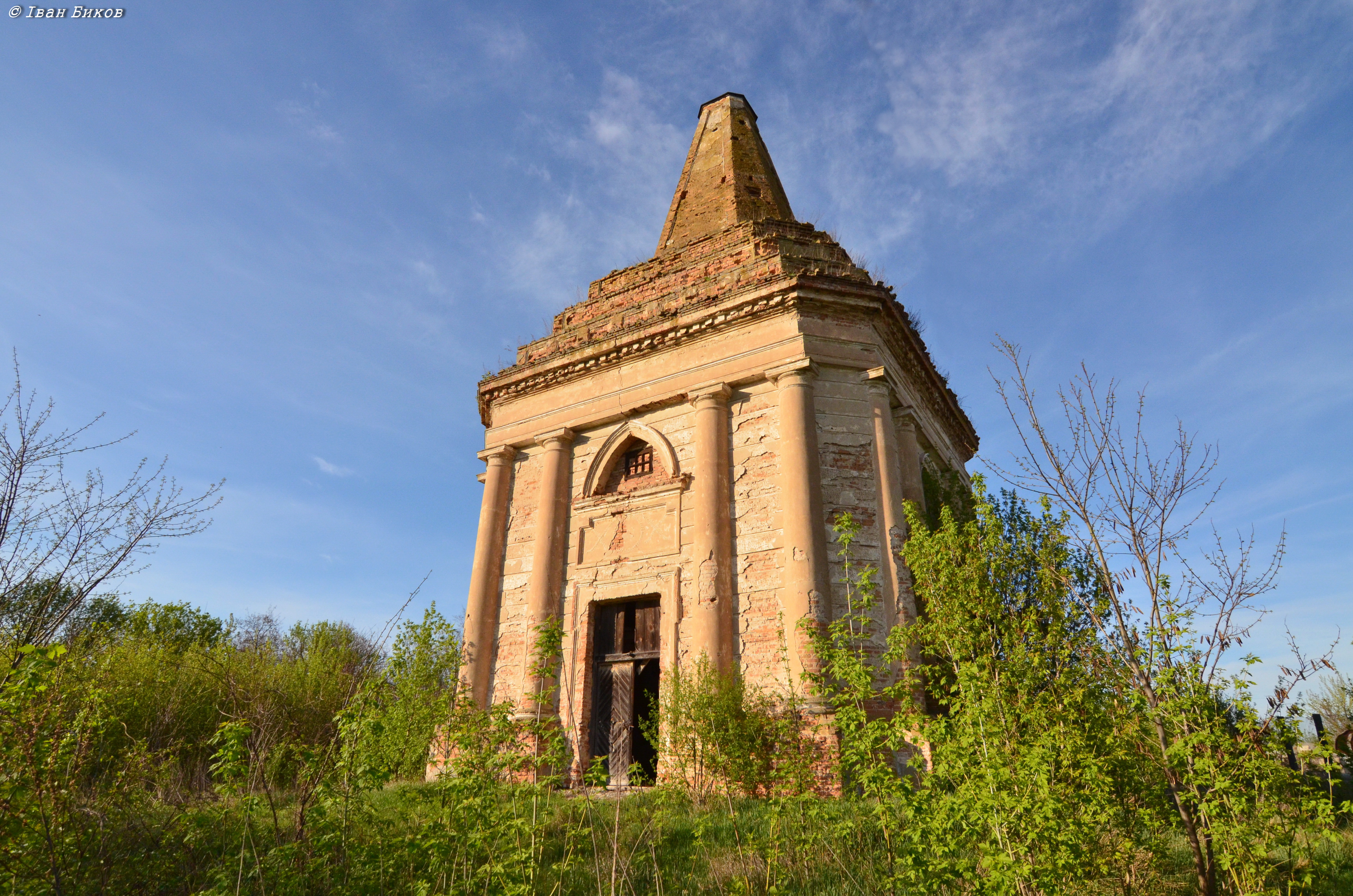
Kaplica grobowa Podhorskich w Antonowie